# Église Saint-Nicolas de Noircourt
L'église Saint-Nicolas est une église située à Noircourt, en France.

## Description

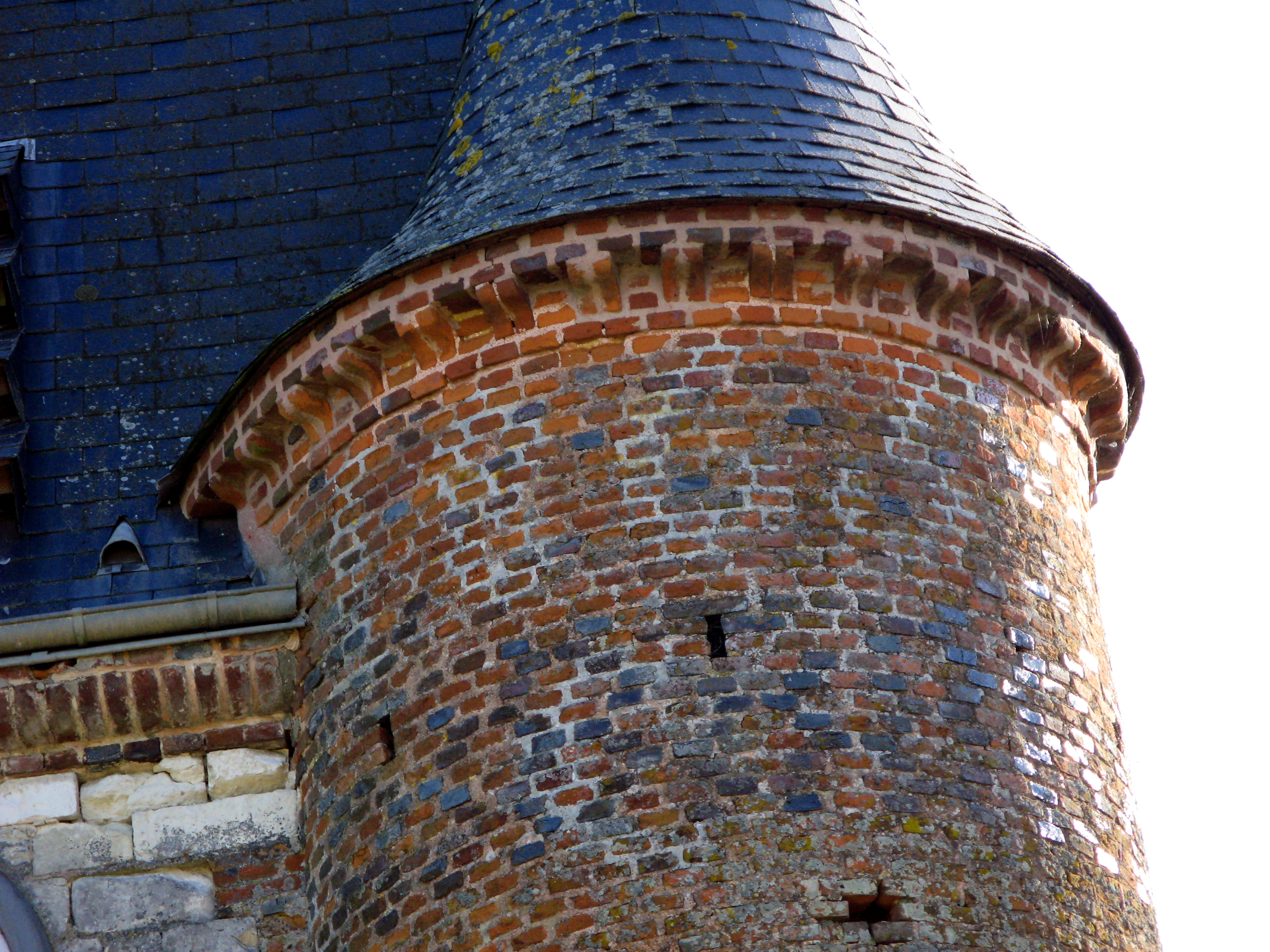
Échauguette à l'angle droit de la façade ouest.
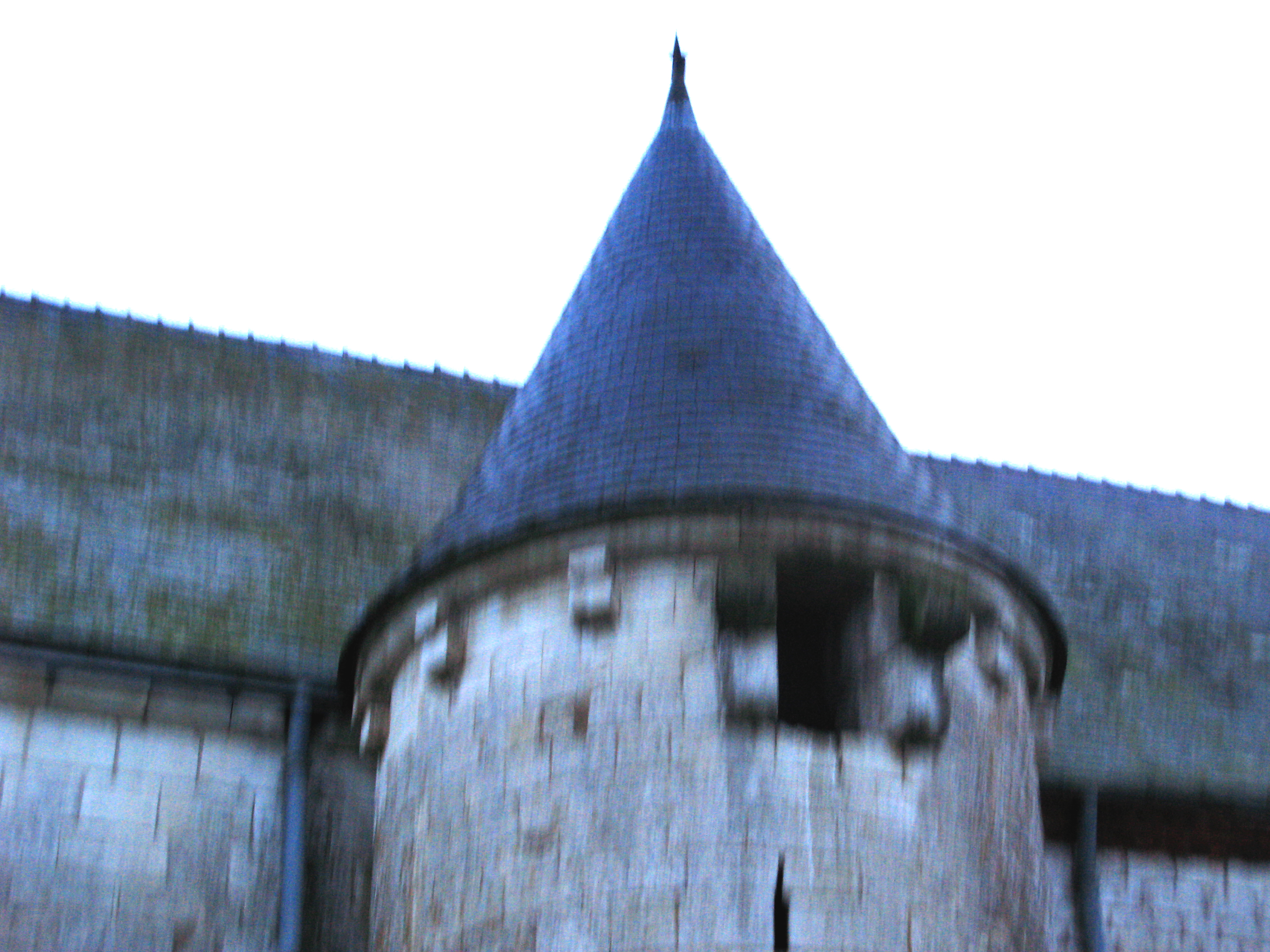
Tourelle nord de l'église fortifiée (avec bretèche).

## Localisation
L'église est située sur la commune de Noircourt, dans le département de l'Aisne.

## Historique
Avant la Révolution, le patronage (possibilité de présenter à l'évêque, pour qu'il l'ordonne, le desservant d'une église) de la cure de Saint-Nicolas de Noircourt, appartenait au chapitre de Saint-Laurent de Rozoy qui était gros décimateur avec l'abbaye de Signy et le curé de la paroisse.
Suivant une déclaration du 20 octobre 1728, le curé recevait annuellement 345 livres pour la dîme, 50 livres pour 52 fondations d'obits, 30 livres pour le casuel de l'église, 12 quartels de froment et 12 de méteil de prestation sur la ferme de Beaumont, estimés 33 livres, enfin 35 livres pour la redevance de quatre jallois de terre à la solle (jalloi de 63 verges) et de trois pugnets de pré qui appartenaient à la cure. Total, 493 livres.
Le monument est inscrit au titre des monuments historiques en 1932.